# مقاطعة شيكسنينسكي
مقاطعة شيكسنينسكي (بالروسية: Шексни́нский райо́н)‏ هي مقاطعة إدارية  وبلدية  (رايون)، واحدة من ستة وعشرين مقاطعة توجد في فولوغدا أوبلاست، روسيا. تقع في وسط الأوبلاست وتحدها مقاطعة كيريلوفسكي في الشمال، ومقاطعة فولوغودسكي في الشرق، ومقاطعة بوشهونسكي في ياروسلافل أوبلاست في الجنوب، ومقاطعة شيريبوفيتسكي في الغرب. تبلغ مساحة المنطقة 2,500 كيلومتر مربع (970 ميل2).
مركزها الإداري هو المنطقة الحضرية (بلدة من النمط المدني) لشيكسنا. يبلغ عدد السكان: 33,375 (تعداد 2010)، 36.007 (تعداد 2002)؛ 34,679 (تعداد 1989).

## جغرافيا
تقع مقاطعة شيكسنينسكي على ضفتي نهر شيكسنا، حيث يكون الجزء الغربي (الضفة اليمنى) أصغر بكثير من الجزء الشرقي (الضفة اليسرى).
المناظر الطبيعية في الحي منبسطة، مع تخصيص مساحات كبيرة للزراعة. المنطقة المتبقية مغطاة بالغابات.

## تاريخ
كان نهر شيكسنا دائمًا أحد الممرات المائية الرئيسية التي تربط وسط روسيا ببحيرة أونيغا ونهر دفينا الشمالي.
في سياق الإصلاح الإداري الذي أجراه بطرس الأكبر عام 1708، تم تضمين شرق المنطقة الحالية للمقاطعة في محافظة أرخانجيلجورود. في عام 1780، تم إلغاء محافظة أرخانجيلوجورود وتحويلها إلى فولوغدا فيسروالتي، وفي عام 1796 تم تقسيم الأخيرة إلى محافظتي أرخانجيلسك وفولوغدا. ما يعرف الآن بمقاطعة شيكسنينسكي كانت آنذاك جزءًا من فولوغودسكي أويزد بمحافظة فولوغدا.
في 15 يوليو 1929، تم دمج العديد من المحافظات، بما في ذلك محافظة فولوغدا، في شمال كراي. في عام 1936، تم تحويل شمال كراي إلى شمال أوبلاست.
تم تضمين الجزء الغربي من المنطقة في عام 1708 في محافظة إنجرمانلاند (المعروفة منذ عام 1710 باسم محافظة سانت بطرسبرغ).
في 12 يناير 1965، تم إنشاء مقاطعة شيكسنينسكي مع المركز الإداري في شيكسنا.

## الاقتصاد

### الصناعة
يعتمد اقتصاد المنطقة على صناعة الأغذية وصناعة الأخشاب. محطة شيكسنا للطاقة الكهرمائية، الواقعة في شيكسنا، هي منتج رئيسي للطاقة.

### الزراعة
تعتمد الزراعة في المنطقة على إنتاج اللحوم والحليب والبيض.

### وسائل النقل
الطريق السريع A114، الذي يربط فولوغدا بشيربوفيتس وسانت بطرسبورغ، تعبر المقاطعة من الشرق إلى الغرب، مروراً بشيكسنا. هناك أيضا طرق محلية.
توجد محطات سكك حديدية في كل من شيكسنا وتشيوبسارا .
يعتبر شيكسنا صالحًا للملاحة داخل المنطقة، وهو جزء من ممر فولغا - البلطيق المائي (المعروف سابقًا باسم نظام قناة مارينسك)، والذي يربط خزان ريبينسك في حوض نهر الفولغا، وبحيرة أونبغا في حوض نهر نيفا.

## الثقافة والترفيه

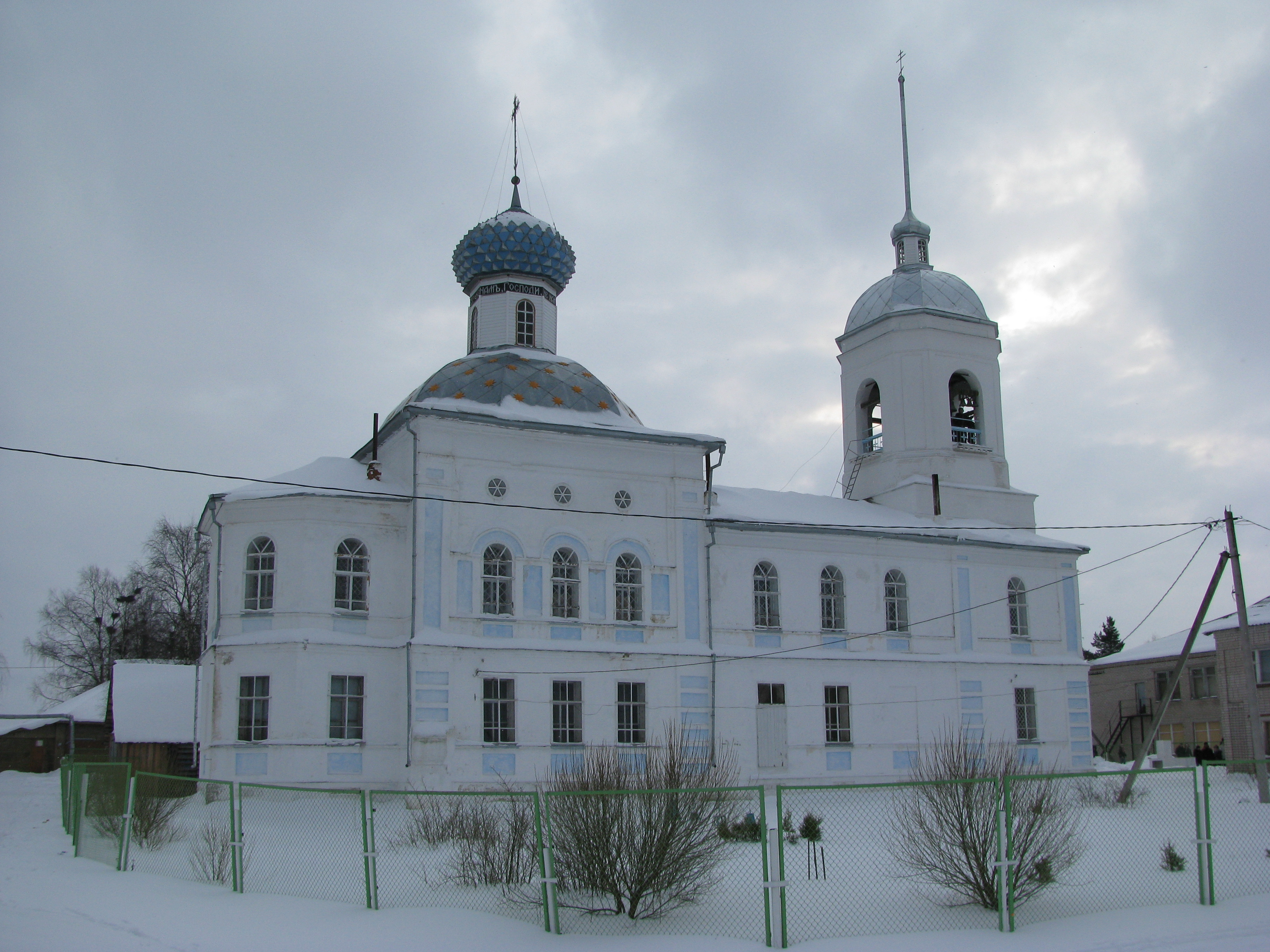
انها مقطع فيديو تيد المتحف الوحيد في المنطقة هو المركز التاريخي والثقافي الواقع في شيكسنا. يعرض مجموعات عن التاريخ المحلي، فضلاً عن المعارض

المتحف الوحيد في المنطقة هو المركز التاريخي والثقافي الواقع في شيكسنا. يعرض مجموعات عن التاريخ المحلي، فضلاً عن المعارض المؤقتة.